# Општина Гвасаве (Синалоа)
Гвасаве (шп. Guasave) општина је у Мексику у савезној држави Синалоа. Општина се налази на надморској висини од 20 м.

## Становништво
Према подацима из 2010. у општини је живело 285912 становника.

### Хронологија
| Година       | 2000                     | 2005                     | 2010                     |
| ------------ | ------------------------ | ------------------------ | ------------------------ |
| Становништво | 277402 (138114 / 139288) | 270260 (133834 / 136426) | 285912 (142031 / 143881) |

### Попис
| \| \| м \| \| \| ж \| \| 0—2 \| 7.556 \| \| \| 7.447 \| \| 3—5 \| 8.052 \| \| \| 7.654 \| \| 6—11 \| 16.742 \| \| \| 16.289 \| \| 12—14 \| 8.799 \| \| \| 8.578 \| \| 15—17 \| 9.015 \| \| \| 8.785 \| \| 18—24 \| 18.189 \| \| \| 17.984 \| \| 60+ \| 14.700 \| \| \| 15.307 \| \| Просек : \| 29,4 \| \| \| 30,0 \| |        |  |  |        |
| |        |  |  |        |
| | м      |  |  | ж      |
| 0—2 | 7.556  |  |  | 7.447  |
| 3—5 | 8.052  |  |  | 7.654  |
| 6—11 | 16.742 |  |  | 16.289 |
| 12—14 | 8.799  |  |  | 8.578  |
| 15—17 | 9.015  |  |  | 8.785  |
| 18—24 | 18.189 |  |  | 17.984 |
| 60+ | 14.700 |  |  | 15.307 |
| Просек : | 29,4   |  |  | 30,0   |

| #   | Индикатор                                                                                        | Вредност |
| --- | ------------------------------------------------------------------------------------------------ | -------- |
| 1   | Становништво од 0 до 2 године                                                                    | 15003    |
| 2   | Мушко становништво од 0 до 2 године                                                              | 7556     |
| 3   | Женско становништво од 0 до 2 године                                                             | 7447     |
| 4   | Становништво са 3 и више година                                                                  | 270567   |
| 5   | Мушко становништво са 3 и више година                                                            | 134296   |
| 6   | Женско становништво са 3 и више година                                                           | 136271   |
| 7   | Становништво са 5 и више година                                                                  | 260023   |
| 8   | Мушко становништво са 5 и више година                                                            | 128861   |
| 9   | Женско становништво са 5 и више година                                                           | 131162   |
| 10  | Становништво са 12 и више година                                                                 | 221830   |
| 11  | Мушко становништво са 12 и више година                                                           | 109502   |
| 12  | Женско становништво са 12 и више година                                                          | 112328   |
| 13  | Становништво са 15 и више година                                                                 | 204453   |
| 14  | Мушко становништво са 15 и више година                                                           | 100703   |
| 15  | Женско становништво са 15 и више година                                                          | 103750   |
| 16  | Становништво са 18 и више година                                                                 | 186653   |
| 17  | Мушко становништво са 18 и више година                                                           | 91688    |
| 18  | Женско становништво са 18 и више година                                                          | 94965    |
| 19  | Становништво од 3 до 5 година                                                                    | 15706    |
| 20  | Мушко становништво од 3 до 5 година                                                              | 8052     |
| 21  | Женско становништво од 3 до 5 година                                                             | 7654     |
| 22  | Становништво од 6 до 11 година                                                                   | 33031    |
| 23  | Мушко становништво од 6 до 11 година                                                             | 16742    |
| 24  | Женско становништво од 6 до 11 година                                                            | 16289    |
| 25  | Становништво од 8 до 14 година                                                                   | 39844    |
| 26  | Мушко становништво од 8 до 14 година                                                             | 20237    |
| 27  | Женско становништво од 8 до 14 година                                                            | 19607    |
| 28  | Становништво од 12 до 14 година                                                                  | 17377    |
| 29  | Мушко становништво од 12 до 14 година                                                            | 8799     |
| 30  | Женско становништво од 12 до 14 година                                                           | 8578     |
| 31  | Становништво од 15 до 17 година                                                                  | 17800    |
| 32  | Мушко становништво од 15 до 17 година                                                            | 9015     |
| 33  | Женско становништво од 15 до 17 година                                                           | 8785     |
| 34  | Становништво од 18 до 24 године                                                                  | 36173    |
| 35  | Мушко становништво од 18 до 24 године                                                            | 18189    |
| 36  | Женско становништво од 18 до 24 године                                                           | 17984    |
| 37  | Женско становништво од 15 до 49 година                                                           | 75030    |
| 38  | Становништво са 60 и више година                                                                 | 30007    |
| 39  | Мушко становништво са 60 и више година                                                           | 14700    |
| 40  | Женско становништво са 60 и више година                                                          | 15307    |
| 41  | Однос између мушкараца и жена                                                                    | 98.71    |
| 42  | Становништво од нуле до 14 година                                                                | 81117    |
| 43  | Становништво од 15 до 64 године                                                                  | 183756   |
| 44  | Становништво од 65 година и више                                                                 | 20697    |
| 45  | Просечан број деце                                                                               | 2.62     |
| 46  | Становништво рођено у ентитету                                                                   | 262648   |
| 47  | Мушко становништво рођено у ентитету                                                             | 130634   |
| 48  | Женско становништво рођено у ентитету                                                            | 132014   |
| 49  | Становништво рођено у другом ентитету                                                            | 20709    |
| 50  | Мушко становништво рођено у другом ентитету                                                      | 10122    |
| 51  | Женско становништво рођено у другом ентитету                                                     | 10587    |
| 52  | Становништво од 5 година и више резидентно у ентитету у јуну 2005. године                        | 247979   |
| 53  | Мушко становништво старосног доба од 5 година и више, резидентно у ентитету у јуну 2005. године  | 122345   |
| 54  | Женско становништво старосног доба од 5 и више година, резидентно у ентитету у јуну 2005. године | 125634   |
| 55  | Становништво од 5 година и више које је живело у другом ентитету у јуну 2005. године             | 8154     |
| 56  | Мушко становништво старије од 5 година које је живело у другом ентитету у јуну 2005. године      | 4179     |
| 57  | Женско становништво старије од 5 година које је живело у другом ентитету у јуну 2005. године     | 3975     |
| 58  | Становништво од 3 године и више које говори аутохтони језик                                      | 2064     |
| 59  | Мушко становништво старо 3 године и више које говори аутохтони језик                             | 1101     |
| 60  | Женско становништво старо 3 године и више које говори аутохтони језик                            | 963      |
| 61  | Становништво од 3 године и више које говори аутохтони језик и не говори шпански језик            | 6        |
| 62  | Мушко становништво старо 3 године и више које говори аутохтони језик и не говори шпански         | 0        |
| 63  | Женско становништво старо 3 године и више које говори аутохтони језик и не говори шпански језик  | 6        |
| 64  | Становништво старо 3 године и више које говори аутохтони језик и шпански                         | 1683     |
| 65  | Мушко становништво старо 3 године и више које говори аутохтони језик и шпански                   | 907      |
| 66  | Женско становништво старо 3 године и више које говори аутохтони језик и шпански                  | 776      |
| 67  | Становништво од 5 година и више које говори аутохтони језик                                      | 2012     |
| 68  | Становништво од 5 година и више које говори аутохтони језик и не говори шпански језик            | 6        |
| 69  | Становништво од 5 година и више које говори аутохтони језик и говори шпански језик               | 1640     |
| 70  | Становништво у домородачким домаћинствима                                                        | 4197     |
| 71  | Становништво са ограничењима у активностима                                                      | 11108    |
| 72  | Становништво са ограниченим ходањем или кретањем, горе или доле                                  | 6329     |
| 73  | Становници са ограничењима вида, чак и уз кориштење сочива                                       | 2473     |
| 74  | Становништво са ограничењима говора, комуникације или конверзације                               | 963      |
| 75  | Становништво са ограниченим слухом                                                               | 881      |
| 76  | Становништво са ограничењима при одевању, купању или јелу                                        | 465      |
| 77  | Становништво са ограничењима у опажању или учењу једноставних ствари                             | 470      |
| 78  | Становништво са менталним ограничењима                                                           | 1485     |
| 79  | Становништво без ограничења активности                                                           | 272911   |
| 80  | Становништво од 3 до 5 година које не похађа школу                                               | 7018     |
| 81  | Мушко становништво од 3 до 5 година које не похађа школу                                         | 3620     |
| 82  | Женско становништво од 3 до 5 година које не похађа школу                                        | 3398     |
| 83  | Становништво од 6 до 11 година које не похађа школу                                              | 646      |
| 84  | Мушко становништво од 6 до 11 година које не похађа школу                                        | 359      |
| 85  | Женско становништво од 6 до 11 година које не похађа школу                                       | 287      |
| 86  | Становништво од 12 до 14 година које не похађа школу                                             | 965      |
| 87  | Мушко становништво од 12 до 14 година које не похађа школу                                       | 532      |
| 88  | Женско становништво од 12 до 14 година које не похађа школу                                      | 433      |
| 89  | Становништво од 15 до 17 година похађа школу                                                     | 13927    |
| 90  | Мушко становништво од 15 до 17 година похађа школу                                               | 6984     |
| 91  | Женско становништво између 15 и 17 година живота у школи                                         | 6943     |
| 92  | Становништво од 18 до 24 године похађа школу                                                     | 12634    |
| 93  | Мушко становништво од 18 до 24 године похађа школу                                               | 6563     |
| 94  | Женско становништво од 18 до 24 године похађа школу                                              | 6071     |
| 95  | Становништво од 8 до 14 година које не може да чита и пише                                       | 713      |
| 96  | Мушко становништво старосног доба од 8 до 14 година које не може да чита и пише                  | 439      |
| 97  | Женско становништво старосног доби од 8 до 14 година које не може да чита и пише                 | 274      |
| 98  | Становништво од 15 година и више које је неписмено                                               | 12807    |
| 99  | Мушко становништво од 15 година и више које је неписмено                                         | 6506     |
| 100 | Женско становништво од 15 година и више које је неписмено                                        | 6301     |
| 101 | Становништво старо 15 и више година без школовања                                                | 13150    |
| 102 | Мушко становништво старо 15 и више година без школовања                                          | 6881     |
| 103 | Женско становништво старо 15 и више година без школовања                                         | 6269     |
| 104 | Становништво старосног доба 15 и више година са непотпуним основним образовањем                  | 35508    |
| 105 | Мушко становништво старосног доба од 15 година и више са непотпуном основним образовањем         | 17544    |
| 106 | Женско становништво старосног доба 15 и више година са непотпуном основним образовањем           | 17964    |
| 107 | Становништво старо 15 и више година са комплетним основним образовањем                           | 29227    |
| 108 | Мушко становништво старо 15 година и више са комплетним основним образовањем                     | 13331    |
| 109 | Женско становништво старо 15 и више година са комплетним основним образовањем                    | 15896    |
| 110 | Становништво старосног доба 15 и више година са непотпуним средњим образовањем                   | 12035    |
| 111 | Мушко становништво старосног доба од 15 година и више са непотпуним средњим образовањем          | 6730     |
| 112 | Женско становништво старосног доба од 15 година и више са непотпуним средњим образовањем         | 5305     |
| 113 | Становништво старо 15 и више година са пуним секундарном образовањем                             | 33895    |
| 114 | Мушко становништво старосног доба од 15 година и више са пуним секундарном образовањем           | 16237    |
| 115 | Женско становништво старосног доба од 15 година и више са пуним секундарном образовањем          | 17658    |
| 116 | Становништво старије од 18 година са постосновним образовањем                                    | 72531    |
| 117 | Мушко становништво старије од 18 година са постосновним образовањем                              | 36427    |
| 118 | Женско становништво старије од 18 година са постосновним образовањем                             | 36104    |
| 119 | Просечна оцена школовања                                                                         | 8.55     |
| 120 | Просечан ниво образовања мушке популације                                                        | 8.57     |
| 121 | Просечан ниво образовања женског становништва                                                    | 8.52     |
| 122 | Економски активно становништво                                                                   | 105246   |
| 123 | Економски активна мушка популација                                                               | 75981    |
| 124 | Економски активна женска популација                                                              | 29265    |
| 125 | Становништво које није економски активно                                                         | 115407   |
| 126 | Мушко становништво које није економски активно                                                   | 32811    |
| 127 | Женско становништво које није економски активно                                                  | 82596    |
| 128 | Запослено становништво                                                                           | 100884   |
| 129 | Запослено мушко становништво                                                                     | 72445    |
| 130 | Запослено женско становништво                                                                    | 28439    |
| 131 | Незапослена популација                                                                           | 4362     |
| 132 | Незапослена мушка популација                                                                     | 3536     |
| 133 | Незапослена женска популација                                                                    | 826      |
| 134 | Становништво без права на здравствене услуге                                                     | 71937    |
| 135 | Становништво које има право на здравствене услуге                                                | 213203   |
| 136 | Становништво које има право на ИМСС                                                              | 118731   |
| 137 | Становништво које има право на социјално осигурање                                               | 17560    |
| 138 | Становништво које има право на државно социјално осигурање                                       | 494      |
| 139 | Становништво које има право на опште осигурање или здравствено осигурање за нову генерацију      | 78538    |
| 140 | Становништво које је било једном или није било у браку током 12 година и више                    | 72901    |
| 141 | Венчано или уједињено становништво од 12 година и више                                           | 126566   |
| 142 | Становништво које је било у браку или уједињено 12 година и више                                 | 22031    |
| 143 | Становништво са католичком религијом                                                             | 247406   |
| 144 | Протестанти, еванђелисти и библијски следбеници различити од еванђелиста                         | 19667    |
| 145 | Становништво са другим религијама различитим од претходних                                       | 33       |
| 146 | Становништво без религије                                                                        | 15951    |
| 147 | Укупно пописаних домаћинства                                                                     | 70639    |
| 148 | Пописна домаћинства на челу са мушкарцима                                                        | 54178    |
| 149 | Пописна домаћинства на челу са женама                                                            | 16461    |
| 150 | Становништво у пописним домаћинствима                                                            | 285367   |
| 151 | Становништво у пописним домаћинствима на челу са мушкарцима                                      | 226261   |
| 152 | Становништво у пописним домаћинствима на челу са женама                                          | 59106    |
| 153 | Укупно домаћинстава                                                                              | 82140    |
| 154 | Укупно насељених домаћинстава                                                                    | 70722    |
| 155 | Укупно приватних кућа                                                                            | 82057    |
| 156 | Насељени приватни домови                                                                         | 70639    |
| 157 | Укупно насељених приватних кућа                                                                  | 70717    |
| 158 | Ненасељене приватне куће                                                                         | 8899     |
| 159 | Појединачна домаћинства за привремену употребу                                                   | 2519     |
| 160 | Становници у насељеним приватним кућама                                                          | 285367   |
| 161 | Насељеност станара у приватним становима                                                         | 4.04     |
| 162 | Просечно становника по соби у приватним насељеним домаћинствима                                  | 1.08     |
| 163 | Појединачна домаћинства са подовима од различитих материјала од земље                            | 65849    |
| 164 | Појединачна домаћинства у приземљу                                                               | 4395     |
| 165 | Појединачна домаћинства са једном спаваћом собом                                                 | 24325    |
| 166 | Појединачна домаћинства са две спаваће собе и више                                               | 46063    |
| 167 | Појединачна домаћинства са једним собом                                                          | 4436     |
| 168 | Појединачна домаћинства са две собе                                                              | 10698    |
| 169 | Појединачна домаћинства са 3 собе и више                                                         | 55162    |
| 170 | Појединачна домаћинства која имају електрично светло                                             | 69928    |
| 171 | Појединачна домаћинства која немају електрично светло                                            | 470      |
| 172 | Појединачна домаћинства која имају водоводну воду у стамбеном простору                           | 58674    |
| 173 | Појединачна домаћинства која немају водоводну воду у стамбеном простору                          | 11497    |
| 174 | Појединачна домаћинства која имају тоалет                                                        | 66760    |
| 175 | Појединачна домаћинства која имају канализацију                                                  | 62679    |
| 176 | Појединачна домаћинства која немају канализацију                                                 | 7468     |
| 177 | Појединачна домаћинства која имају електрично светло, довод воде из јавне мреже и канализацију   | 54838    |
| 178 | Појединачна домаћинства без икаквих услова                                                       | 699      |
| 179 | Појединачна домаћинства која имају радио                                                         | 47779    |
| 180 | Појединачна домаћинства која имају телевизор                                                     | 67135    |
| 181 | Појединачна домаћинства која имају фрижидер                                                      | 66124    |
| 182 | Појединачна домаћинства која имају машину за веш                                                 | 50216    |
| 183 | Појединачна домаћинства која имају аутомобил или комби                                           | 39902    |
| 184 | Појединачна домаћинства која имају рачунар                                                       | 16340    |
| 185 | Појединачна домаћинства која имају фиксну телефонску линију                                      | 24854    |
| 186 | Појединачна домаћинства која имају мобилни телефон                                               | 50927    |
| 187 | Појединачна домаћинства која имају приступ интернету                                             | 11416    |